# الوسيط (أسلم)

تعديل مصدري - تعديل

الوسيط هي إحدى قرى عزلة أسلم الوسط بمديرية أسلم التابعة لمحافظة حجة، بلغ تعداد سكانها 543 نسمة حسب تعداد اليمن لعام 2004.